# Acueducto de las Arcadas
El acueducto de las Arcadas (en francés: Aqueduc des Arcades) es un antiguo acueducto situado en la ciudad de Perpiñán, en el departamento de Pirineos Orientales (Pyrénées- Orientales), al sur del país europeo de Francia. Es objeto de una protección especial debido a su clasificación como monumento histórico por la orden del 16 de julio de 1984.
Los arcos del acueducto son parte del canal que regaba Perpiñán desde Ille-sur-Tet. Mide 300 metros de largo, 4,60 metros de ancho y 13 metros de altura y tiene 21 arcos en su punto medio.